# Pseudodiaptomus koreanus
Pseudodiaptomus koreanus is een eenoogkreeftjessoort uit de familie van de Pseudodiaptomidae. De wetenschappelijke naam van de soort is voor het eerst geldig gepubliceerd in 2012 door Soh, Kwon, Lee & Yoon.